# Isla de Ely

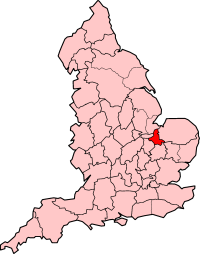
La Isla de Ely hacia 1890.

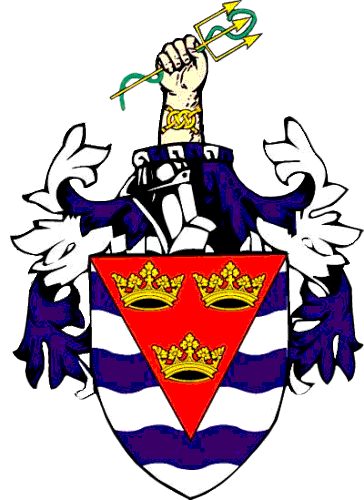
Escudo de armas

La isla de Ely (Isle of Ely en inglés) es una comarca histórica y antiguo condado de Inglaterra, que tiene como capital a la ciudad de Ely. En la actualidad se encuentra administrativamente incorporada al condado de Cambridgeshire desde 1974 (desde 1965 a ese año formó parte del condado de Cambridgeshire e Isla de Ely, y anteriormente fue condado independiente).

## Etimología
Se dice que el nombre de la región significaría island of eels, esto es, isla de anguilas, por la gran cantidad de ellas que se pescarían por la zona. Aparece así en la obra de Beda el Venerable. Hay que recordar que hasta el siglo XVIII esta fue una zona de marismas que en inglés recibió el nombre de The Fens o Fenlands.